# Chris Craft
Chris Craft (n. 17 noiembrie 1939, Porthleven⁠(d), Anglia, Regatul Unit – d. 20 februarie 2021, Essex⁠(d), Anglia, Regatul Unit) a fost un pilot de Formula 1. De-a lungul carierei a luat startul în 1 cursă, niciuna din pole-position. Nu a câștigat nicio cursă și nu a terminat niciodată pe podium, acumulând 0 puncte în întreaga activitate ca pilot de Formula 1.